# Nkan
Nkan – miasto w Gabonie w prowincji Estuaire. Miasto liczyło według spisu z 1993 roku 6188 mieszkańców, według szacunków na 2008 rok liczy ok. 10 517 mieszkańców.